# Ван Оверем, Йорис
Йорис ван Оверем (нидерл. Joris van Overeem; родился 1 июня 1994 года в городе Амстердам, Нидерланды) — нидерландский футболист, полузащитник клуба «Херенвен».

## Клубная карьера
Ван Оверем начал заниматься футболом в амстердамской команде «Абкауде». В 2006 году он перешёл в футбольную академию более именитого АЗ. 30 октября 2013 года в матче Кубка Нидерландов против «Ахиллес ’29» он дебютировал за основную команду клуба. В этом же поединке Йорис забил свой первый гол за АЗ. Летом 2014 года для получения игровой практики он на правах аренды перешёл в «Дордрехт». 9 августа в матче против «Херенвена» ван Оверем дебютировал в Эрстедивизи. В этом же поединке он забил свой первый мяч за новую команду. Йорис провёл сезон почти без замен и вернулся в АЗ. 9 августа 2015 года в матче против амстердамского «Аякса» ван Оверем дебютировал в Эредивизи. 25 октября в поединке против «Фейеноорда» ван Оверем забил свой первый гол.
В мае 2018 года подписал четырёхлетний контракт с клубом «Утрехт». Летом 2022 года перешёл в израильский «Маккаби».

## Международная карьера
В 2011 году в составе юношеской сборной Нидерландов ван Оверем стал победителем юношеского чемпионата Европы в Сербии. На турнире он сыграл в матче против команды Чехии.
Летом того же года Йорис принял участие в юношеском чемпионате мира в Мексике. На турнире он был запасным и на поле так и не вышел. В 2015 году ван Оверем принял участие в Турнире в Тулоне.

## Достижения
Международные
Нидерланды (до 17)
- Юношеский чемпионат Европы — 2011